# Oldřich Šesták
Oldřich Šesták (1909 – 2000) byl český fotbalový brankář.

## Fotbalová kariéra
V československé lize chytal v letech 1929-1934 za SK Kladno.

## Ligová bilance
| Ročník                    | Zápasy | Góly | Klub      |
| ------------------------- | ------ | ---- | --------- |
| 1. asociační liga 1929/30 | -      | 0    | SK Kladno |
| 1. asociační liga 1930/31 | 11     | 0    | SK Kladno |
| 1. asociační liga 1931/32 | -      | 0    | SK Kladno |
| 1. asociační liga 1932/33 | -      | 0    | SK Kladno |
| 1. asociační liga 1933/34 | -      | 0    | SK Kladno |
| CELKEM 1. liga            | -      | 0    |           |